# Louis Belanger (peintre)
Pour les articles homonymes, voir Louis Belanger et Bélanger.
Louis Belanger, né le 25 août 1756 à Paris et mort le 16 mars 1816 à Stockholm, est un dessinateur et peintre paysagiste franco-suédois.

## Biographie
Louis Belanger commence à travailler comme peintre de paysage à Paris sous la direction de Pierre-Antoine Demachy et Louis-Gabriel Moreau, puis de Francesco Casanova. Il effectue ensuite le voyage en Italie de 1780 à 1785, s'établissant sans doute à Rome. Aux débuts de la Révolution française, vers 1790, il s'installe à Londres, expose deux fois (1790, 1797) à la Royal Academy, et produit de nombreuses vues destinées à des estampes — qu'il signe « L. Belanger le Romain » —, puis arrive à Stockholm en août 1798, après avoir tenté d'émigrer en Russie via la Finlande, mais sans succès, du fait de la guerre avec la France.
En Suède, il entreprend une rapide carrière et devient membre de l'Académie royale des arts et est nommé premier peintre de cour. Il a pour élèves, entre autres, Inga Norbeck Lewenhagen (1796-1852), comédienne et peintre, et Carl Johan Fahlcrantz (en). Avec l'officier émigré Charles Étienne de Bourgevin Vialart de Saint-Morys (1772-1817), il publie un Voyage pittoresque en Angleterre et envisage un recueil, un Voyage pittoresque de la Suède (1802-1803). Il commence à peindre une dizaine de vues susceptibles d'être gravées en couleurs par un certain J. A. Cordier de Bonneville. Associé au peintre Johan Adam von Gerdten (1767-1835), son projet resta inachevé, seulement 19 estampes ont été produites. Belanger a également travaillé avec le graveur Jacques Mérigot, ou du moins, celui-ci s'est-il inspiré des dessins du peintre,.
Il meurt à Stockholm le 16 mars 1816.

## Œuvre

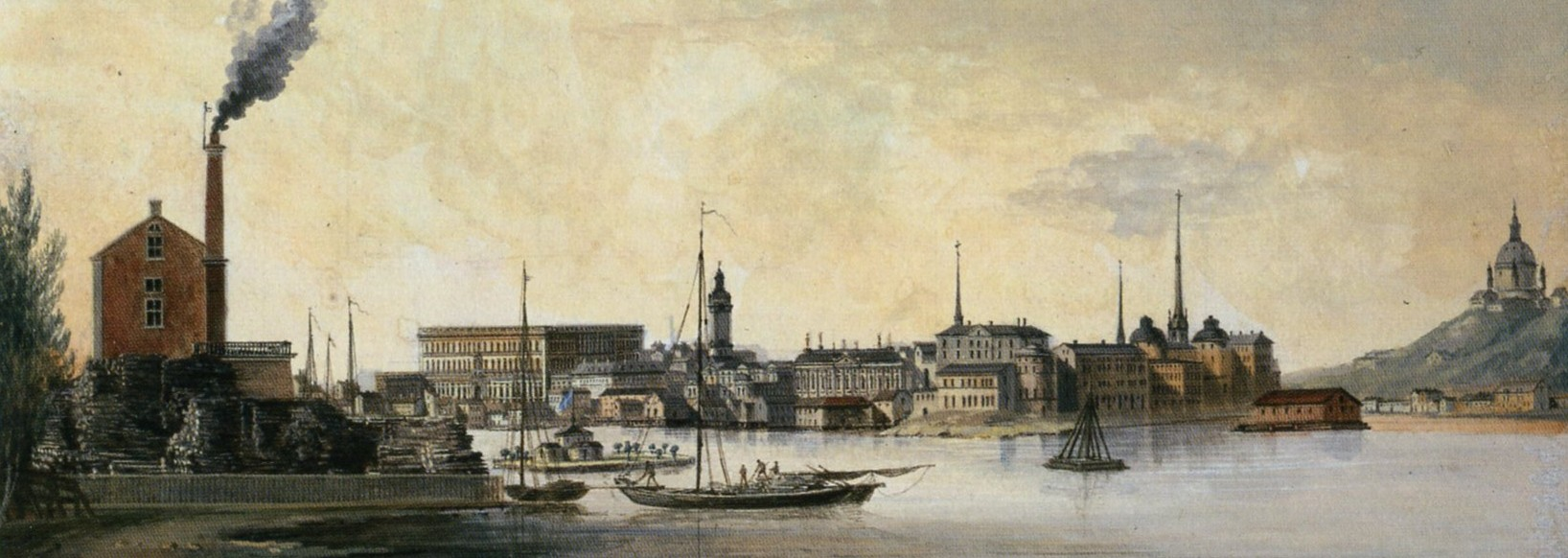
Vue de Kungsholmen depuis Stockholm et de la manufacture d'Eldkvarn (1808), Stockholm, Stadsmuseet.

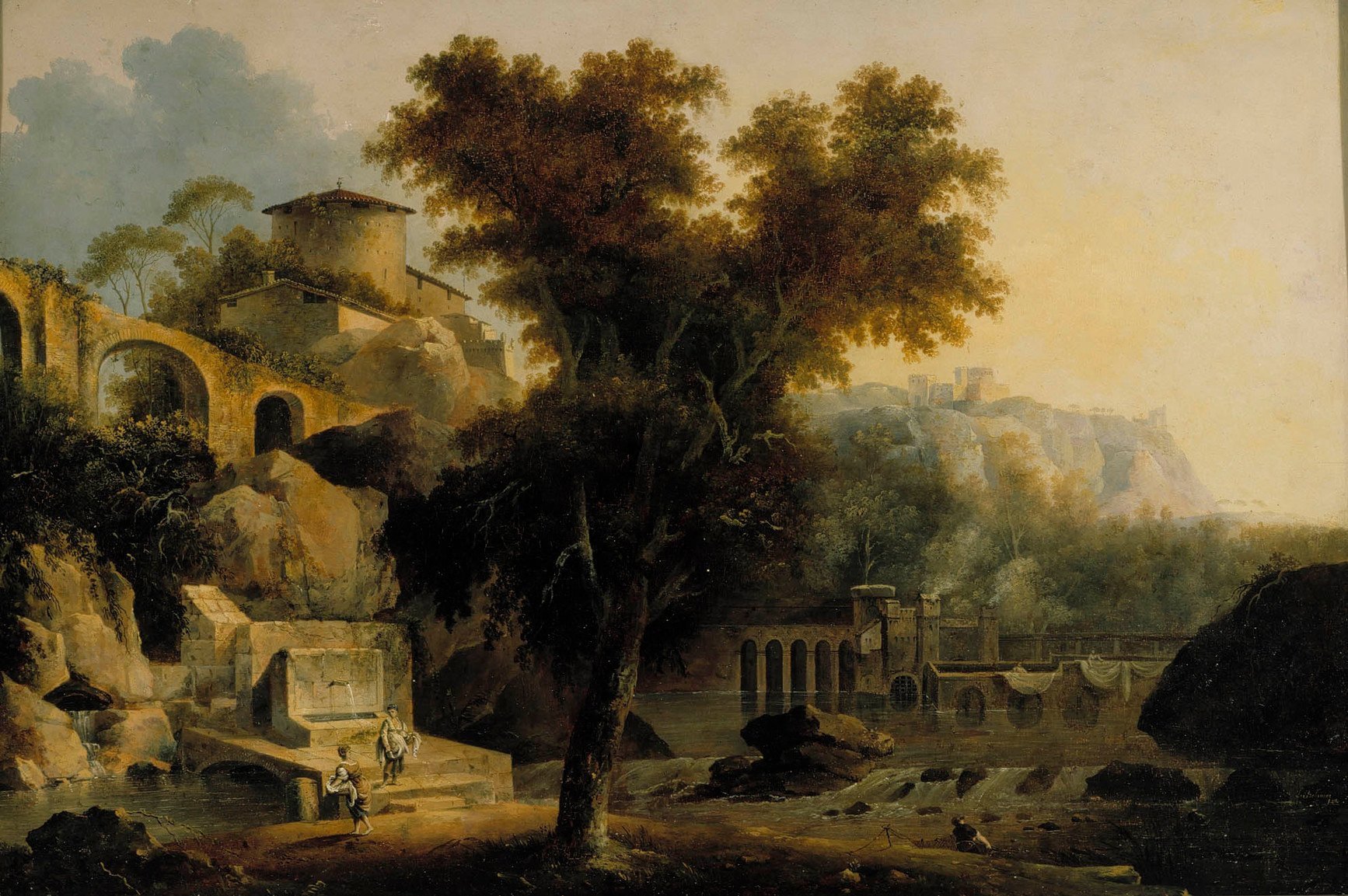
Paysage italien avec un aqueduc en ruines (1811), Helsinki, musée Sinebrychoff.

Louis Belanger exécute des paysages à la fois à l'huile et à la gouache, ainsi que des aquarelles. Certains motifs sont empruntés à des esquisses rapportées de ses pérégrinations dans les Alpes. Il manifeste un intérêt à travers ses tableaux pour les paysages accidentés, les falaises et les cascades, où la présence humaine se fait parfois des plus discrètes, mais, outre le pittoresque, il représente aussi des ruines, des châteaux, des parcs et jardins ainsi que des manufactures.
Avec Elias Martin (en) (1739-1818), il est considéré comme l'un des premiers peintres romantiques suédois.
Ses œuvres sont conservées entre autres au musée des Beaux-Arts de Göteborg, au Nationalmuseum (Stockholm), et au musée historique de Lund.